# Sarax brachydactylus
Espèce
Sarax brachydactylus est une espèce d'amblypyges de la famille des Charinidae.

## Distribution
Cette espèce est endémique des Philippines.

## Description
Sarax brachydactylus mesure de 10 à 12 mm.
La carapace du mâle décrit par Miranda, Giupponi, Prendini et Scharff en 2021 mesure 2,60 mm de long sur 3,75 mm et celle des femelles 3,00 mm de long sur 4,25 mm et 4,40 mm de long sur 6,40 mm.

## Publication originale
- Simon, 1892 : « Arachnides. Étude sur les Arthropodes cavernicoles de île Luzon, Voyage de M. E. Simon aux îles Philippines (Mars et avril 1890). » Annales de la Société Entomologique de France, vol. 61, p. 35–52 (texte intégral).